# Hovertravel
«Hovertravel» — британская транспортная компания, дочернее предприятие компании «Bland Group». Использует суда на воздушной подушке. Осуществляет пассажирские перевозки через пролив Те-Солент между городами Саутси, пригородом Портсмута, и Райдом на острове Уайт. Штаб-квартира в городе Саутси.

## История
Основана в 1965 году.

## Саутси
Суда компании отправляются из Саутси со специальной площадки на набережной Кларенс Эспланад. Ближайшие железнодорожные станции — «Портсмут Харбор» и «Портсмут и Саутси» на расстоянии в несколько сот метров к северу.

## Райд
В Райд суда прибывают на специальную площадку на набережной, в непосредственной близости от железнодорожной станции Островной линии «Райд Эспланад». Вместе с железнодорожной станцией, автобусной станцией и стоянкой такси площадка образует транспортный комплекс под названием «Райд Транспорт Интерчейндж».

## Суда
Использует суда на воздушной подушке:
- AP1-88 - «Freedom 90» (с 1990 года)
- AP1-88 - «Island Express» (с 2002)
- BHT130 - «Solent Express» (с 2007)

С 1965 года использовались суда серии SR.N6.